# Ставрос Цамис
Ставрос Цамис Папаставрос (на гръцки: Σταύρος Τσιάμης Παπασταύρος) или Поп Ставро е гъркомански духовник и революционер от влашки произход, деец на Гръцката въоръжена пропаганда в Македония от началото на XX век.

## Биография
Роден е през 1870 година във влашкото леринско село Писодер, тогава в Османската империя. Брат е на Лазарос Цамис. Става свещеник в района на Писодер и Желево и след появата на гръцката пропаганда става неин местен ръководител заедно с Хаджи Кочо и Михал Асов. В 1904 е повикан заедно с брат си от Германос Каравангелис, за да помогнат в борбата срещу Британския фонд за взаимопомощ в Македония, начело на който е журналистът Хенри Ноел Брайлсфорд, подпомаган от английския консул в Солун. Причината е, че Британският фонд за взаимопощ в Македония иска от Хилми паша лиценз за отваряне на болница, защото има опасност от епидемия на коремен тиф, но по данни на Каравангелис фондът иска да отвори болница, за да подпомага български революционери от ВМОРО.
След смъртта на Павлос Мелас Ставрос заравя отрязаната му глава в двора на писодерската църква „Света Параскева“ на 18 октомври 1904 година.. През март 1905 година координира гръцките чети при извършването на Загоричанското клане
През 1906 година дейците на ВМОРО Атанас Кършаков и Пандо Кляшев залавят шифрирана кореспонденция между поп Ставро и леринския ръководител на пропагандата Костас Кондрос (Кондру). Писмата са разшифровани от Атанас Палчев и Никола Калановски, след което са предадени на Кузо Блацки. Той подготвя фалшиво писмо до поп Ставро, в което се представя за капитан Бельос и урежда среща между двамата извън Писодер. Убит е на 28 август 1906 година заедно с Хасан Чауш, Доре и Хаджи Коце. В акцията участва и селската чета на Никола Михов.